# Мадельян, Леонид Сергеевич
Леони́д Серге́евич Маделья́н (15 сентября 1946 — 18 июля 2012, Сочи, Российская Федерация) — советский спортсмен и тренер по теннису, заслуженный тренер РСФСР.

## Биография
Выпускник ГЦОЛИФК. Чемпион ЦС ДСО «Труд» (1971) в парном разряде. Тренер ДСШ № 2 г. Сочи (1969—1979), ДЮСШ ДСО «Труд» (с 1980). Среди наиболее известных воспитанников — трёхкратный чемпион СССР Александр Зверев.
Заслуженный тренер РСФСР (1982).